# Арнаудов, Васил
Васи́л Бори́сов Арнау́дов (болг. Васил Борисов Арнаудов; 1 мая 1933, Варна, Болгария — 19 марта 1991, София, Болгария) — болгарский хоровой дирижёр и педагог. Народный артист НРБ (1979).

## Биография
В 1956 году окончил Болгарскую консерваторию (класс хорового дирижирования Георги Димитрова). С 1959 года становится преподавателем в своей альма-матер, где с 1974 года — доцент, в 1976—1979 годах — декан теоретико-композиторского и дирижёрского факультетов, в 1979—1983 годах — проректор, в 1981—1991 годах — профессор, а позже — заместитель ректора. Главный дирижёр многих хоров — софийских учительниц (1954—1968), «Родина» (с 1963, Русе), камерного хора им. Л. Пипков (с 1967, София), Болгарской хоровой капеллы им. Светослава Обретенова (1966—1969, София) и других. Много гастролировал за рубежом с этими коллективами, содействуя интересу публики к старым и с новыми сочинениям болгарских композиторов (в СССР — с 1970). Лауреат многих международных хоровых конкурсов. Член БКП.

## Награды
- 1979 — Народный артист НРБ